# نادژدا تولاکونیکوا
نادژدا آندریونا تولاکونیکوا (روسی: Наде́жда Андре́евна Толоко́нникова؛ IPA: [nɐˈdʲeʐdə təlɐˈkonʲ:ɪkəvə]؛ زادهٔ ۷ نوامبر ۱۹۸۹)، با نام مستعار نادیا تولکونو (Надя Толокно)، یک فعال سیاسی اهل روسیه است. او از اعضای گروه فمینیست پوسی رایت بود.